# Circolo Nautico Posillipo 2010-2011
Questa voce raccoglie le informazioni riguardanti il Circolo Nautico Posillipo nelle competizioni ufficiali della stagione 2010-2011.

## Rosa
| N° |                   | Ruolo | Giocatore             |
| -- | ----------------- | ----- | --------------------- |
|    | Italia (bandiera) | P     | Tommaso Negri         |
|    | Italia (bandiera) |       | Gianluca Cappuccio    |
|    | Italia (bandiera) |       | Zeno Bertoli          |
|    | Italia (bandiera) |       | Fabrizio Buonocore    |
|    | Italia (bandiera) |       | Nicola Ferrone        |
|    | Italia (bandiera) |       | Tim Hutten            |
|    | Italia (bandiera) |       | Perez Amaurys         |
|    | Italia (bandiera) |       | Andrea Maria Scalzone |
|    | Italia (bandiera) |       | Marin Ban             |
|    | Italia (bandiera) |       | Giuliano Mattiello    |

| N° |                   | Ruolo | Giocatore               |
| -- | ----------------- | ----- | ----------------------- |
|    | Italia (bandiera) |       | Gennaro Mattiello       |
|    | Italia (bandiera) |       | Vincenzo Renzuto Iodice |
|    | Italia (bandiera) |       | Simone Rossi            |
|    | Italia (bandiera) |       | Paride Saccoia          |
|    | Italia (bandiera) |       | Valentino Gallo         |
|    | Italia (bandiera) |       | Gianmarco Guidaldi      |
|    | Italia (bandiera) |       | Massimiliano Migliaccio |
|    | Italia (bandiera) |       | Alfredo Riccitiello     |
|    | Italia (bandiera) |       | Fabio Baraldi           |